# 黒崎 (岩手県)
座標: 北緯40度0分23.8秒 東経141度56分4.6秒 / 北緯40.006611度 東経141.934611度

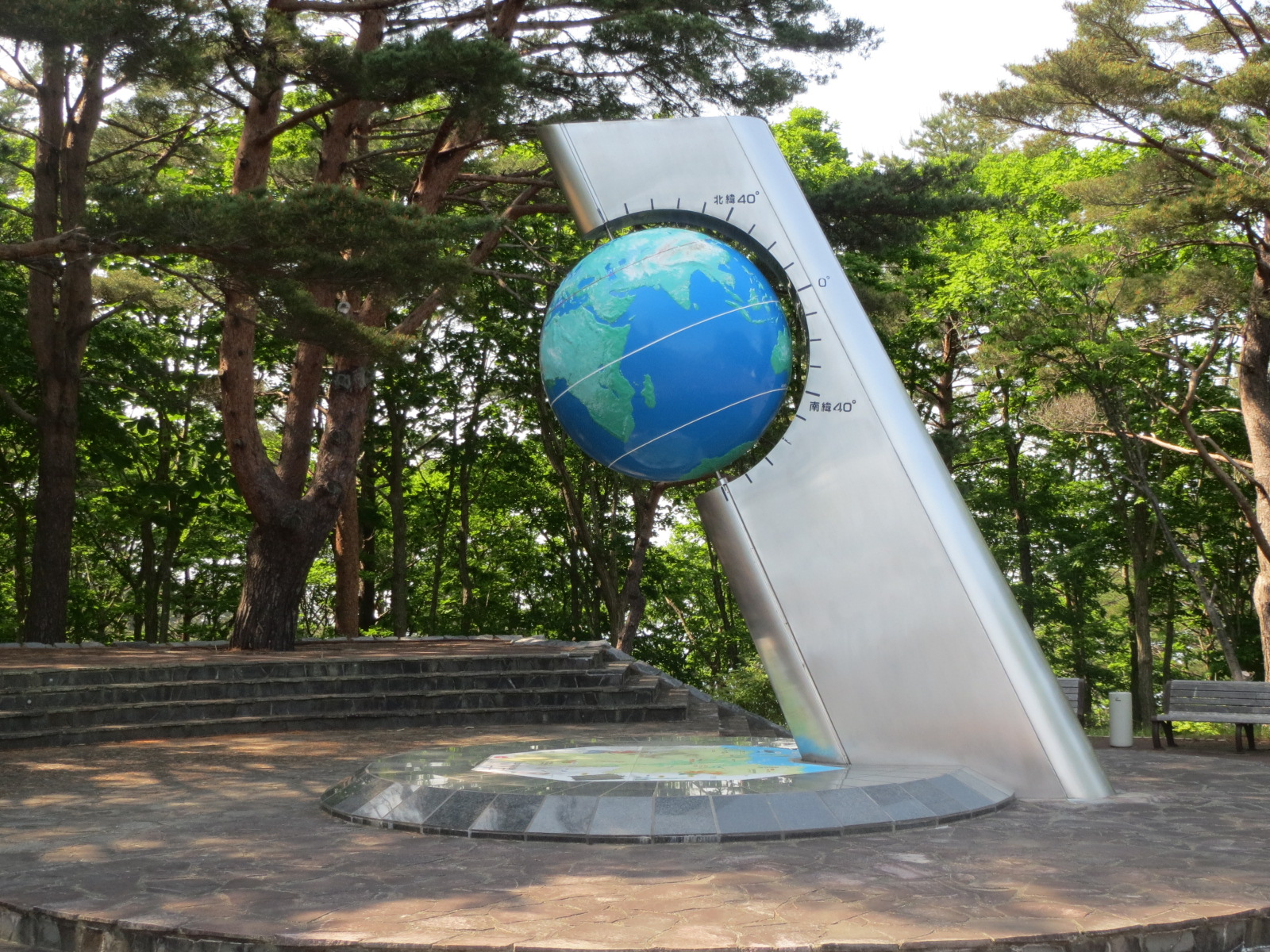
北緯40度シンボル塔

黒崎（くろさき）は、岩手県下閉伊郡普代村にある景勝地で三陸復興国立公園の一部。太平洋に突き出しており、北緯40度線が通過する世界最東端の地である。

## 概要
高さ100メートルを超える断崖絶壁であり、南は田野畑村の北山崎に続く。北側には弁天漁港とネダリ浜、遠くは久慈市の久喜海岸を望む。普代村の村鳥ウミウ、ウミタカ、カモも確認される。1805年（享和元年）には伊能忠敬が全国測量に同地に寄り、星の観測後野田村に北上した。

## 周辺
黒崎園地として整備され、アンモ浦展望台からは100メートルを超える断崖やそこに落ちるアンモ浦の滝を望むことができる。その他巨大な地球儀を模った高さ4メートルのシンボル塔、1856年（安政3年）に作られた砲台場跡とそのモニュメント、陸中黒埼灯台、カリヨンの鐘が設置されている。

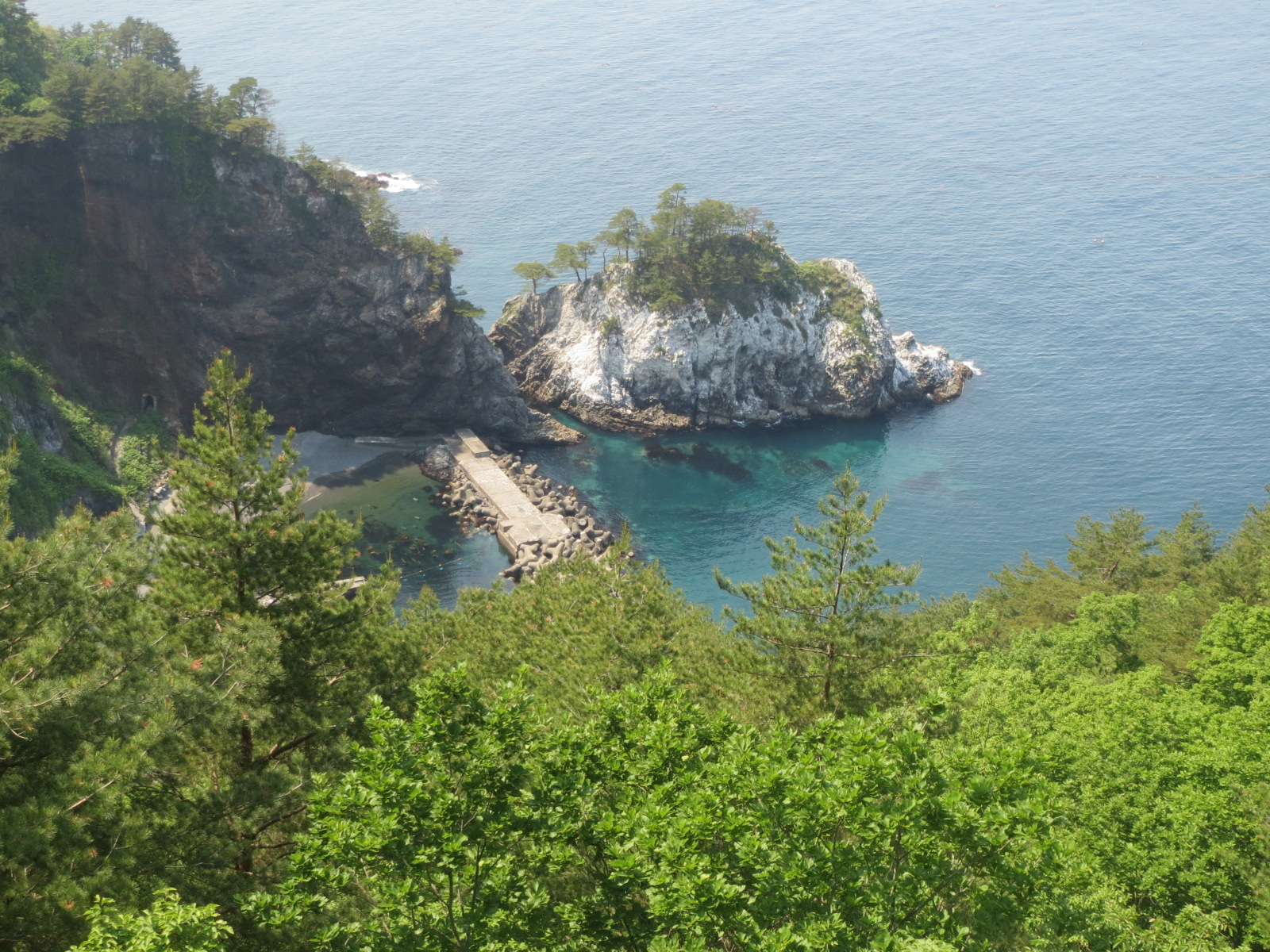
ネダリ浜
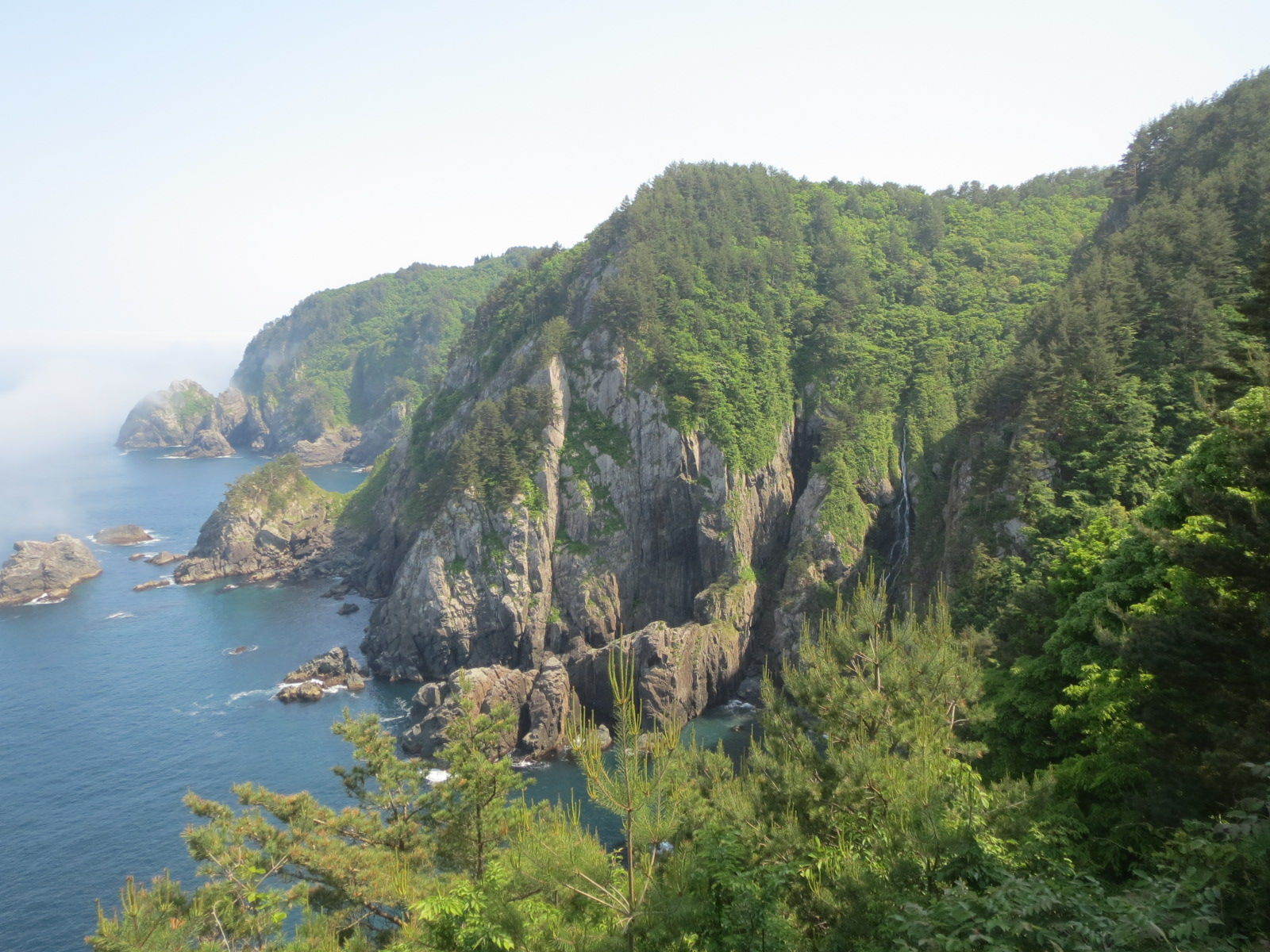
アンモ浦
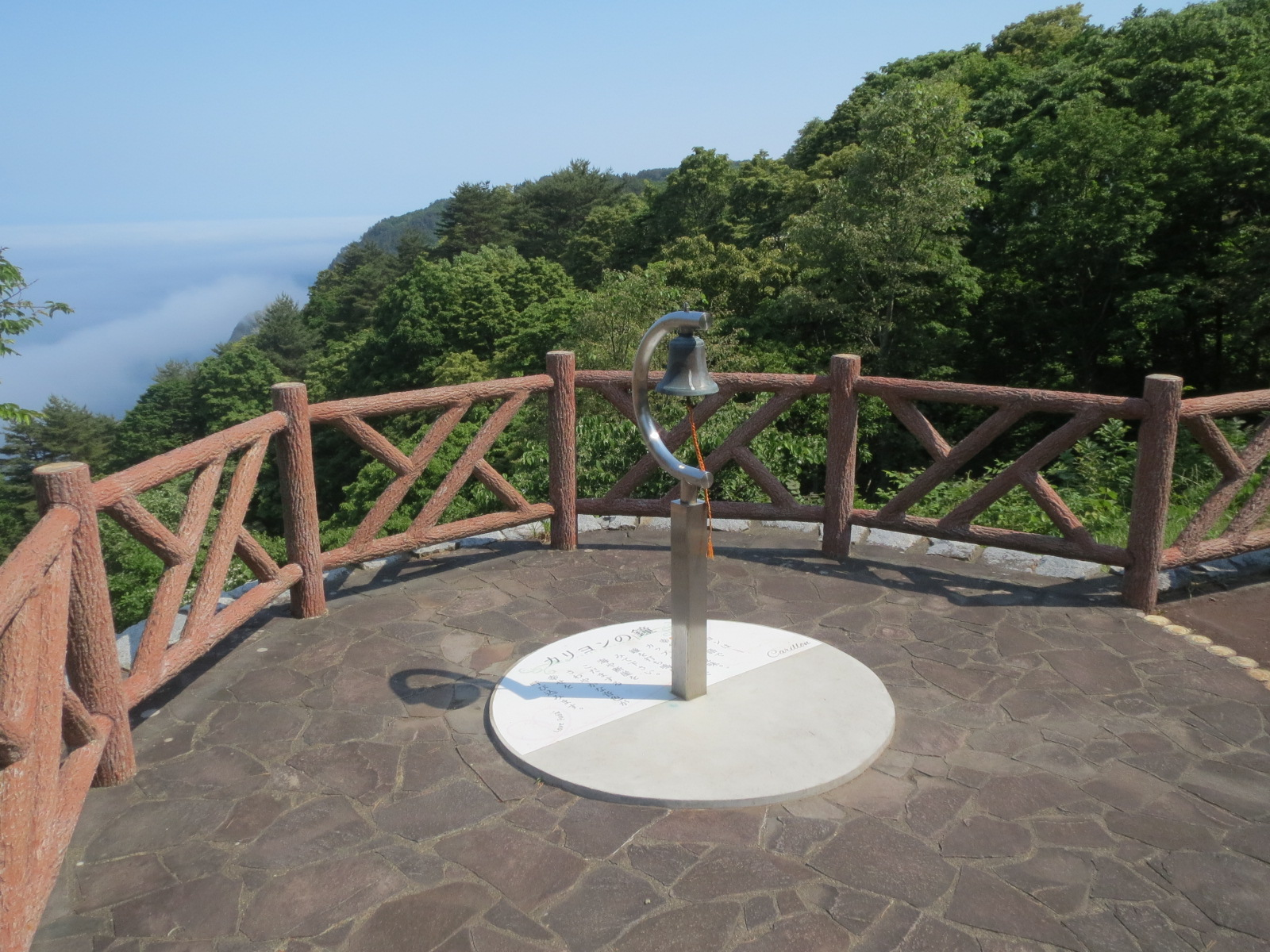
カリヨンの鐘
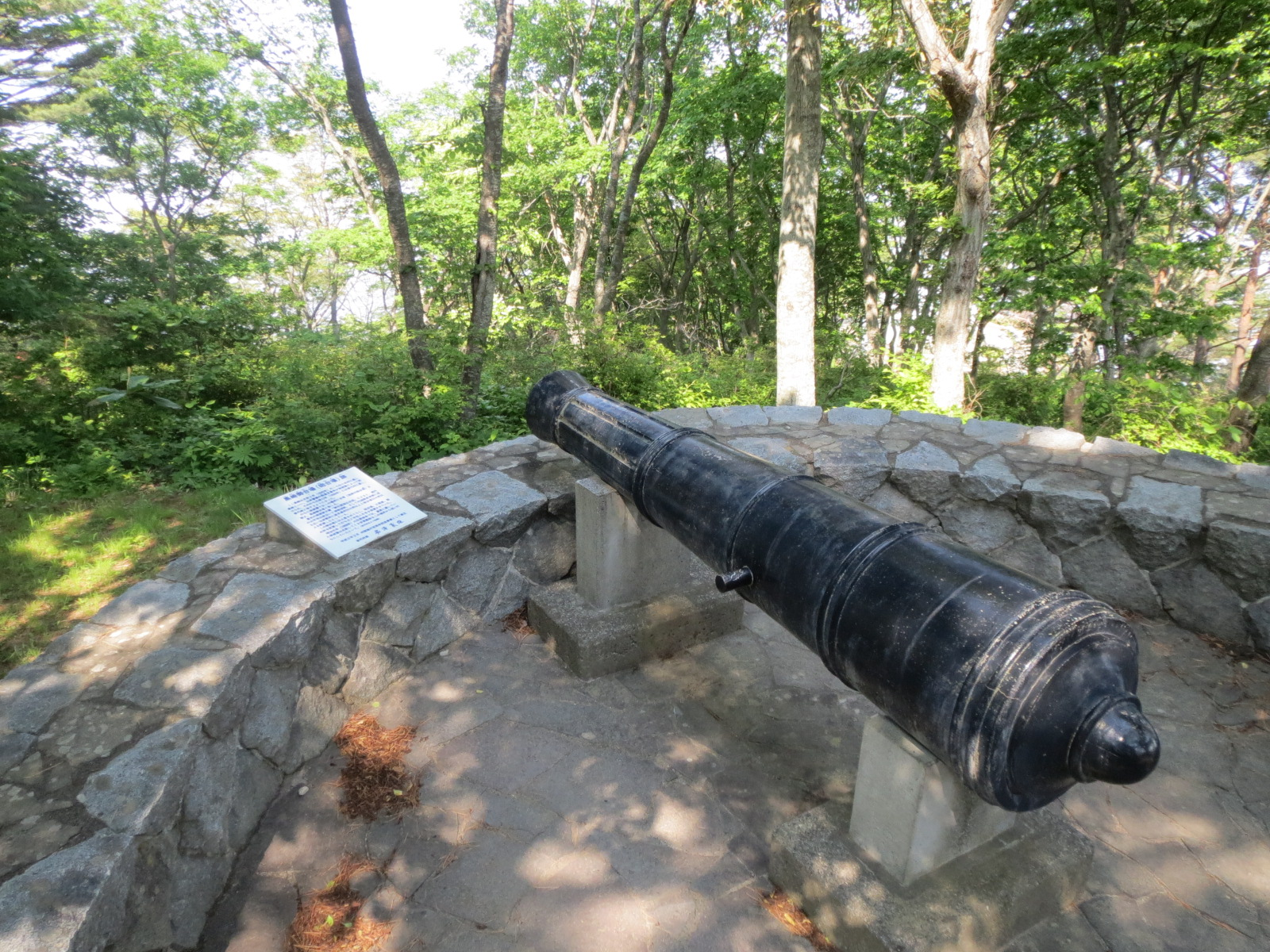
黒崎砲台跡

### 周辺の施設・観光地
- 国民宿舎くろさき荘
- 北山崎
- 普代水門